# Universidad Médica de Kansai
Universidad Médica de Kansai (関西医科大学 Kansai ika daigaku?) es una universidad privada de Moriguchi, Prefectura de Osaka, Japón. La escuela predecesora fue fundada en 1928, y fue convertida en colegio de medicina para mujeres en 1947. En 1954 se vuelve coeducacional.